# Reichsmark
Pour les articles homonymes, voir Mark.
Le reichsmark (abréviation RM, symbole : ℛℳ ; en allemand Reichsmark, « Mark du Reich ») fut de 1924 à 1948 l'unité monétaire officielle de la république de Weimar (1924-1933), du Troisième Reich (1933-1945) puis de l'Allemagne occupée par les forces alliées (1945-1948).

## Histoire

### Création
Le 30 août 1924, le mark-papier (Papiermark), totalement dévalué durant les années 1922 et 1923 en raison de l'hyperinflation, fut remplacé par une nouvelle unité monétaire appelée le reichsmark.
Au préalable, sous l'impulsion de Hjalmar Schacht, la monnaie avait été stabilisée par l'introduction en octobre 1923 d'une nouvelle unité de compte, le rentenmark qui devait être provisoire mais qui cohabita avec le reichsmark. L'ancienne monnaie de l'Empire allemand, le mark-or (Goldmark), n'existait donc plus.
Le taux de conversion entre le mark-papier et le reichsmark s'élevait à 1 000 000 000 000:1 (soit mille milliards, contre un).
Un reichsmark (noté « RM ») était divisé en 100 reichspfennigs.
En 1924, l'Allemagne rétablit l'étalon-or. Un reichsmark équivaut à 0,2790 g d'or fin, soit un poids légèrement inférieur à celui de 1914.

### Disparition

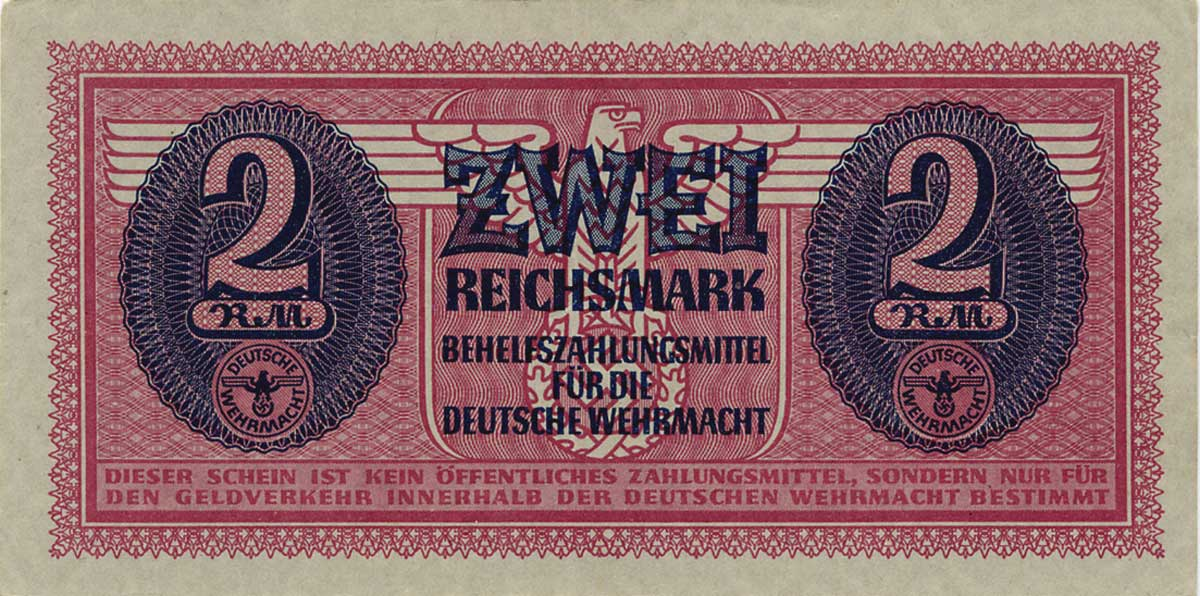
Billet de 2 reichsmarks imprimé en 1942. Ce billet à usage militaire pouvait être utilisé par les soldats au sein des territoires occupés.

Lors de la réforme monétaire du 20 juin 1948, le Reichsmark est aboli au profit du deutschemark (DM) dans la trizone qui allait devenir l'Allemagne de l'Ouest, et par l'Ostmark ou mark de la RDA dans la zone d'occupation soviétique.

## Pièces de monnaie
Des pièces libellées en rentenpfennig furent frappées entre 1923 et 1925 : 1, 2, 5 et 10 pfennigs.
De nouvelles pièces libellées en pfennig (pf) et reichsmark (RM) réapparurent à partir de 1924 : en bronze (1, 2, 4 pfennigs) ; en alumunium-bronze (5, 10, 50 pfennigs) ; en nickel (50 pfennigs) et en argent (1, 2, 3 et 5 RM).
- 2 pf
- 4 pf
- 5 pf type 1925
- 10 pf
- 50 pf type 1929
- 1 [reichs]mark type 1924 (type transitoire)
- 1 RM  1926 (avers)
- 1 RM  1926 (revers)
- 2 RM type 1925

Dès 1934, les pièces changent de type et pour certaines portent dès lors sur le côté pile ou face l'emblème nazi, la croix gammée. Les séries se décomposent ainsi : en bronze (1, 2 pfennigs) ; en aluminium-bronze (5, 10 pfennigs) ; en aluminium (50 pfennigs) ; en nickel (50 Pf et 1 RM) ; en argent (2 et 5 RM).

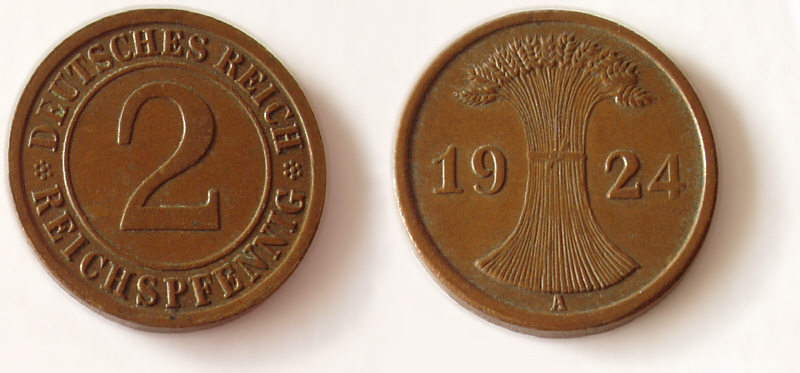
1 pf
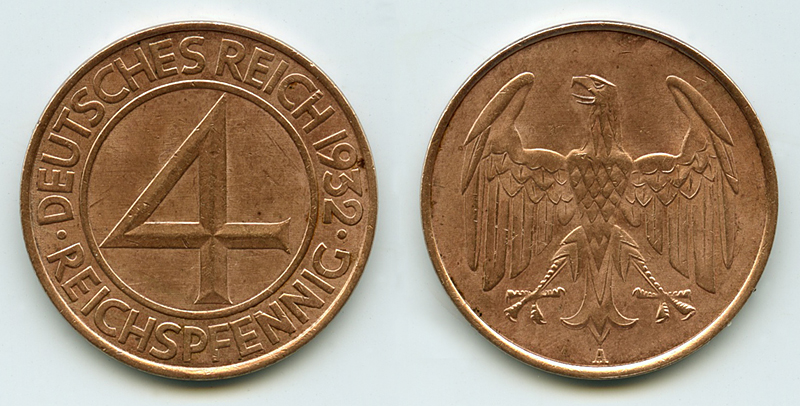
2 pf
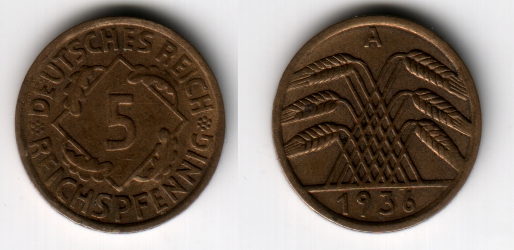
5 pf
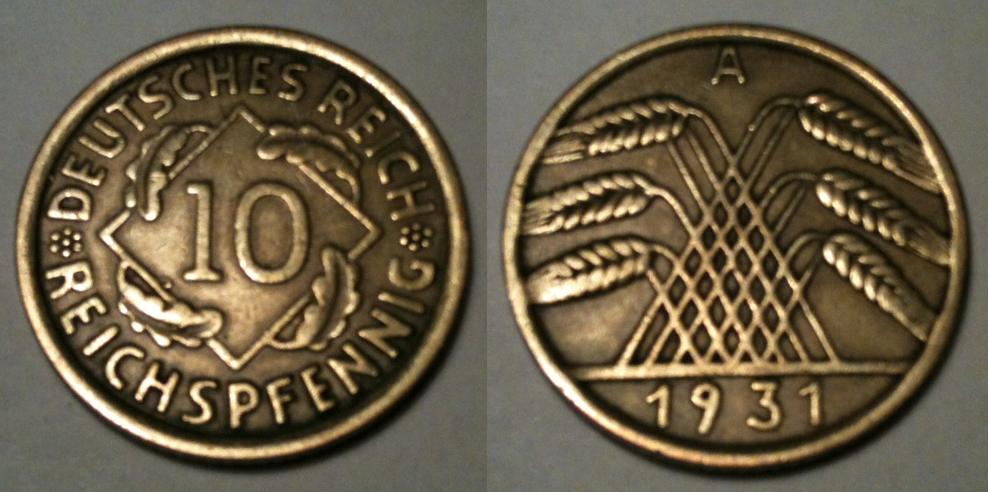
10 pf
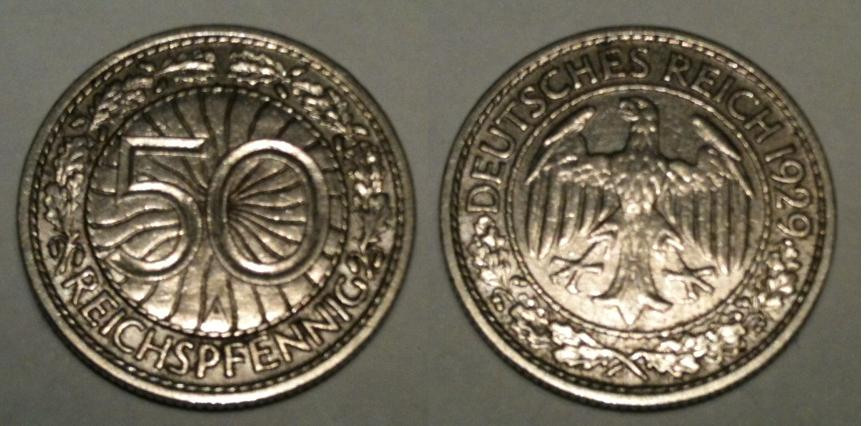
50 pf
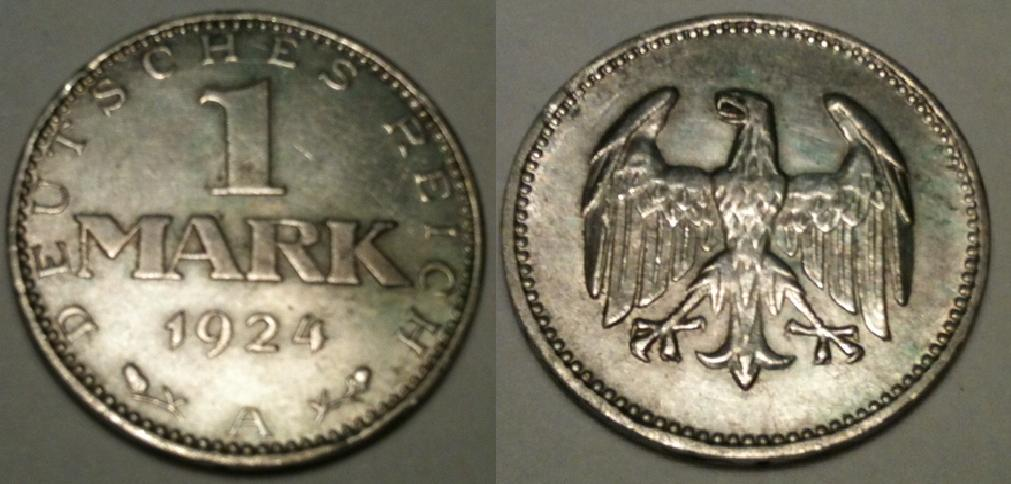
1 [reichs]mark type 1924 (type transitoire)
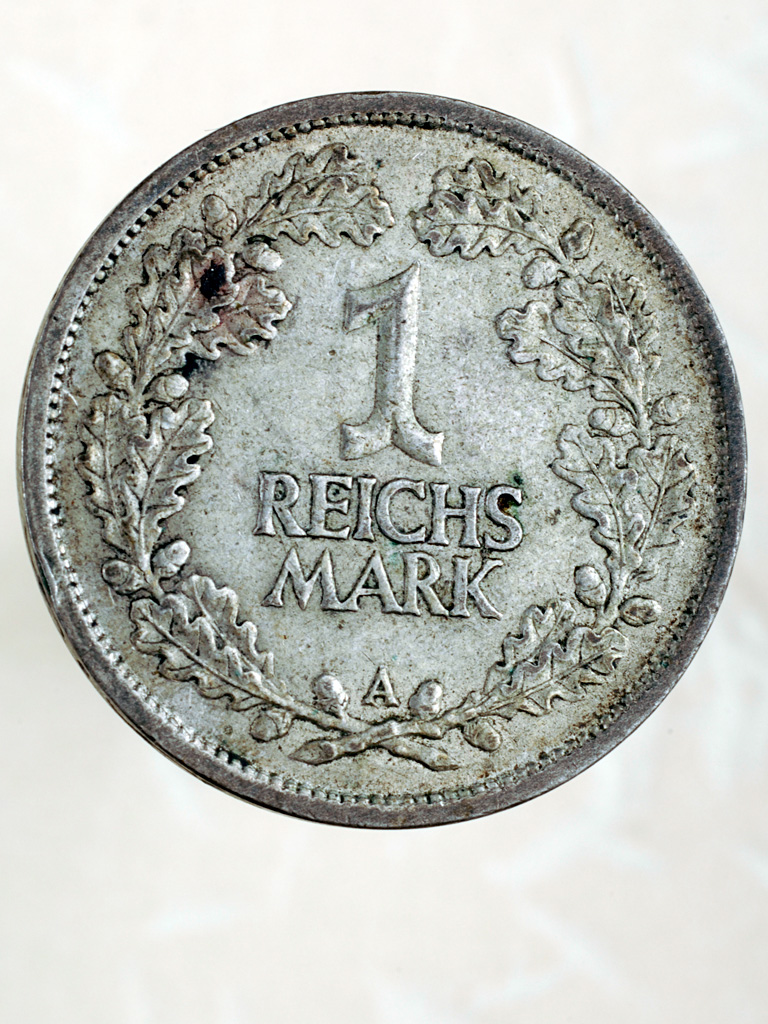
1 RM
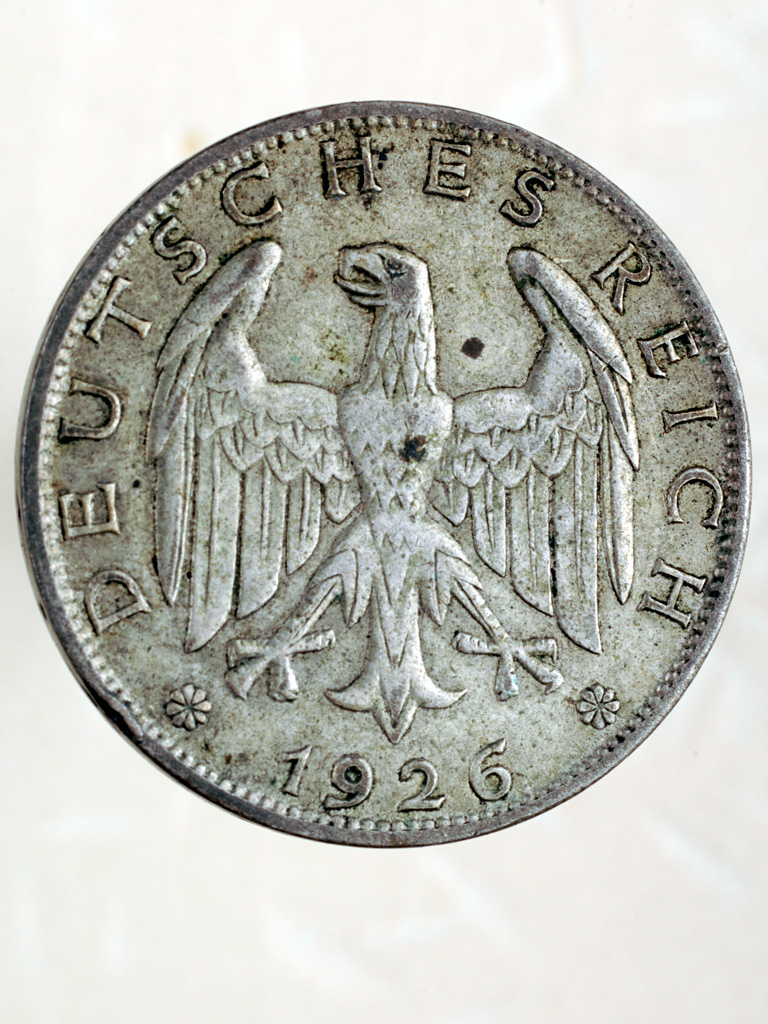
1 RM 1926 (revers)
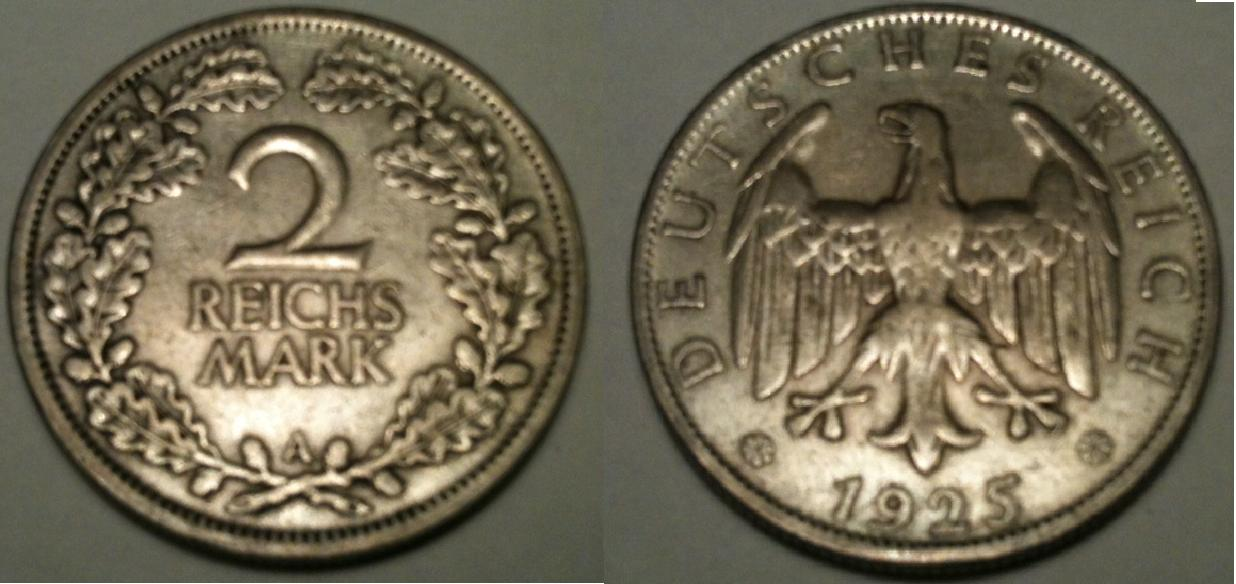
2 RM type 1925

- 5 RM (1938) Paul von Hindenburg

En 1939, l'entrée en guerre de l'Allemagne raréfie certains métaux, on trouve dès lors des pièces en zinc (1, 2, 5 et 10 pfennigs) et en aluminium (50 pfennigs).

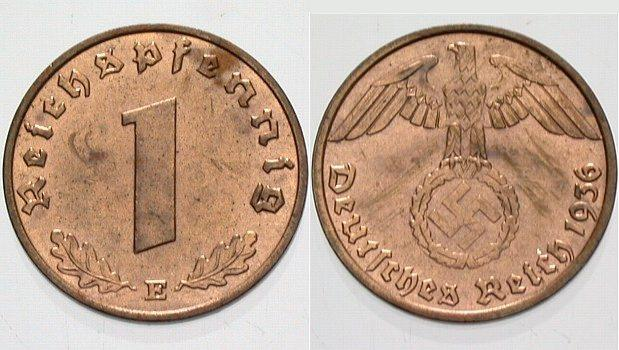
1 pf
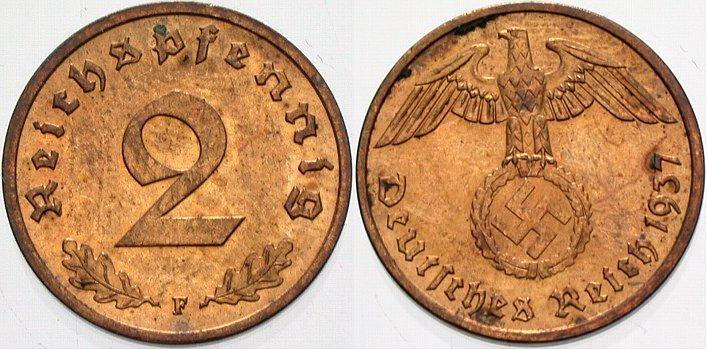
5 pf
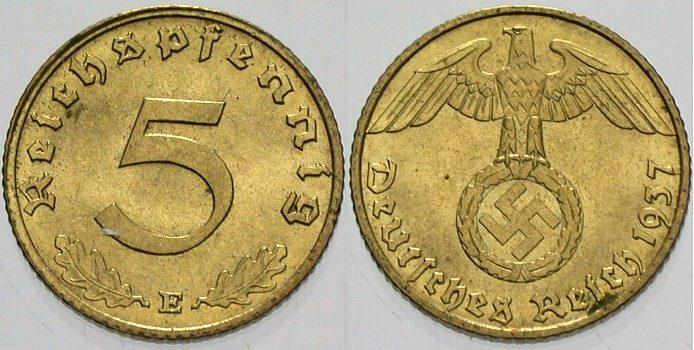
10 pf
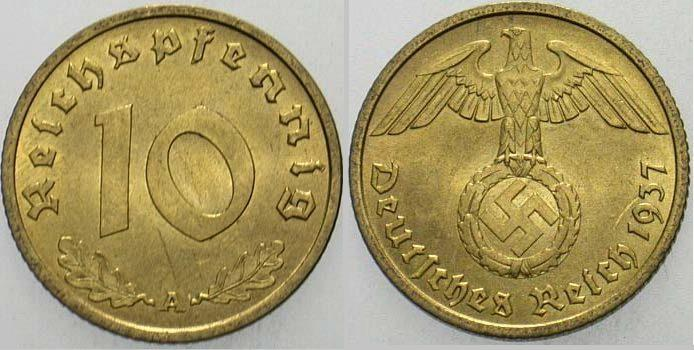
50 pf
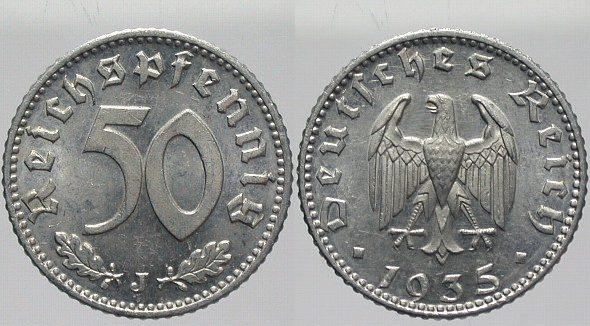
50 pf
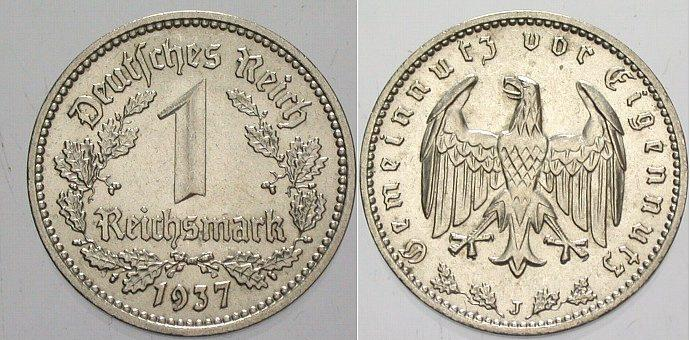
1 RM
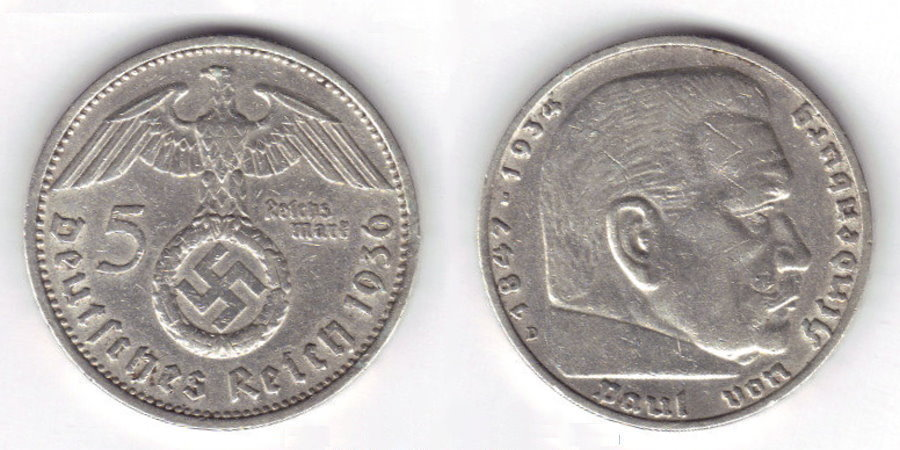
5 RM (1938) Paul von Hindenburg

Après la chute du régime nazi, le reichsmark continue à circuler jusqu'en 1948 et on trouve des pièces en zinc (1, 5 et 10 pfennigs).

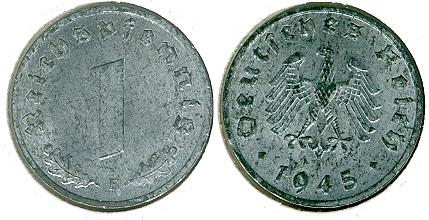
1 pf
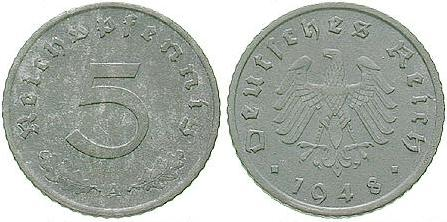
5 pf
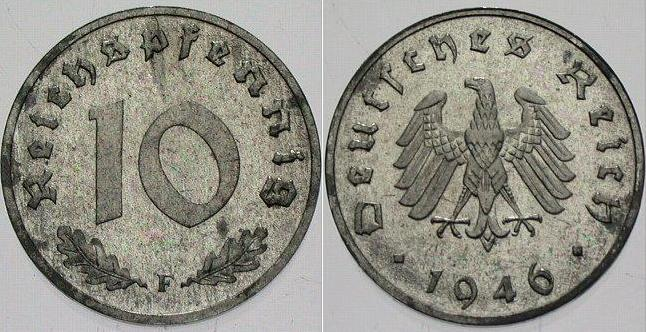
10 pf

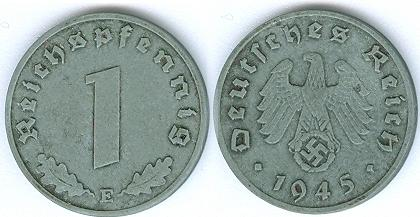
1 pf
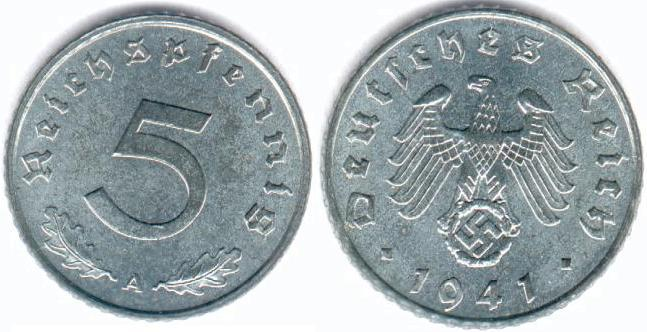
5 pf
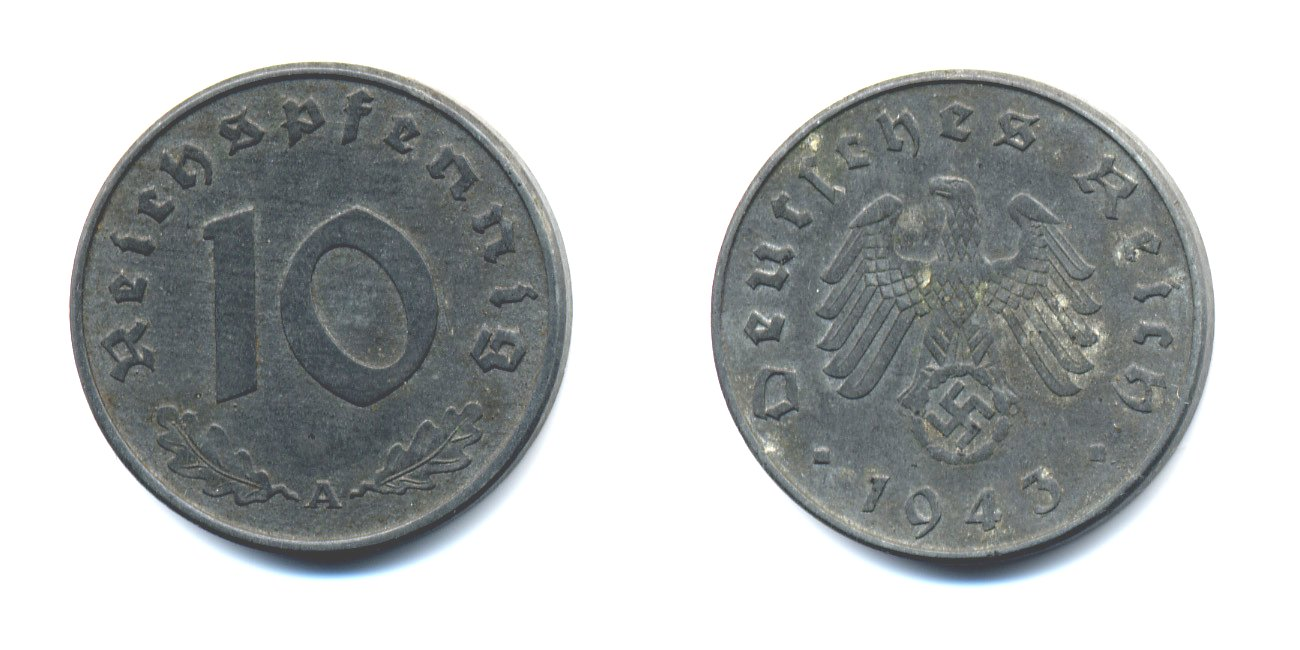
10 pf
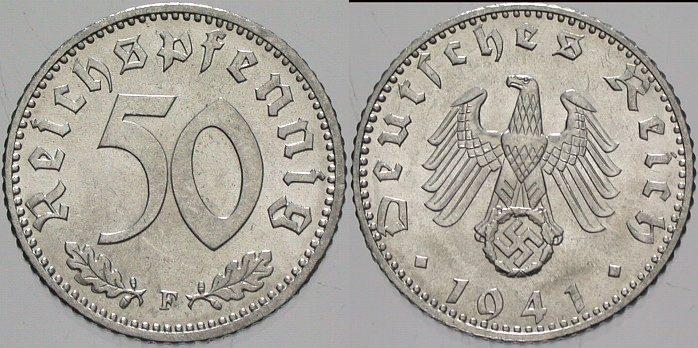
50 pf

## Billets de banque

### Série Réforme monétaire 1924
Les portraits figurant sur les billets de cette série proviennent de toiles de Hans Holbein le Jeune.

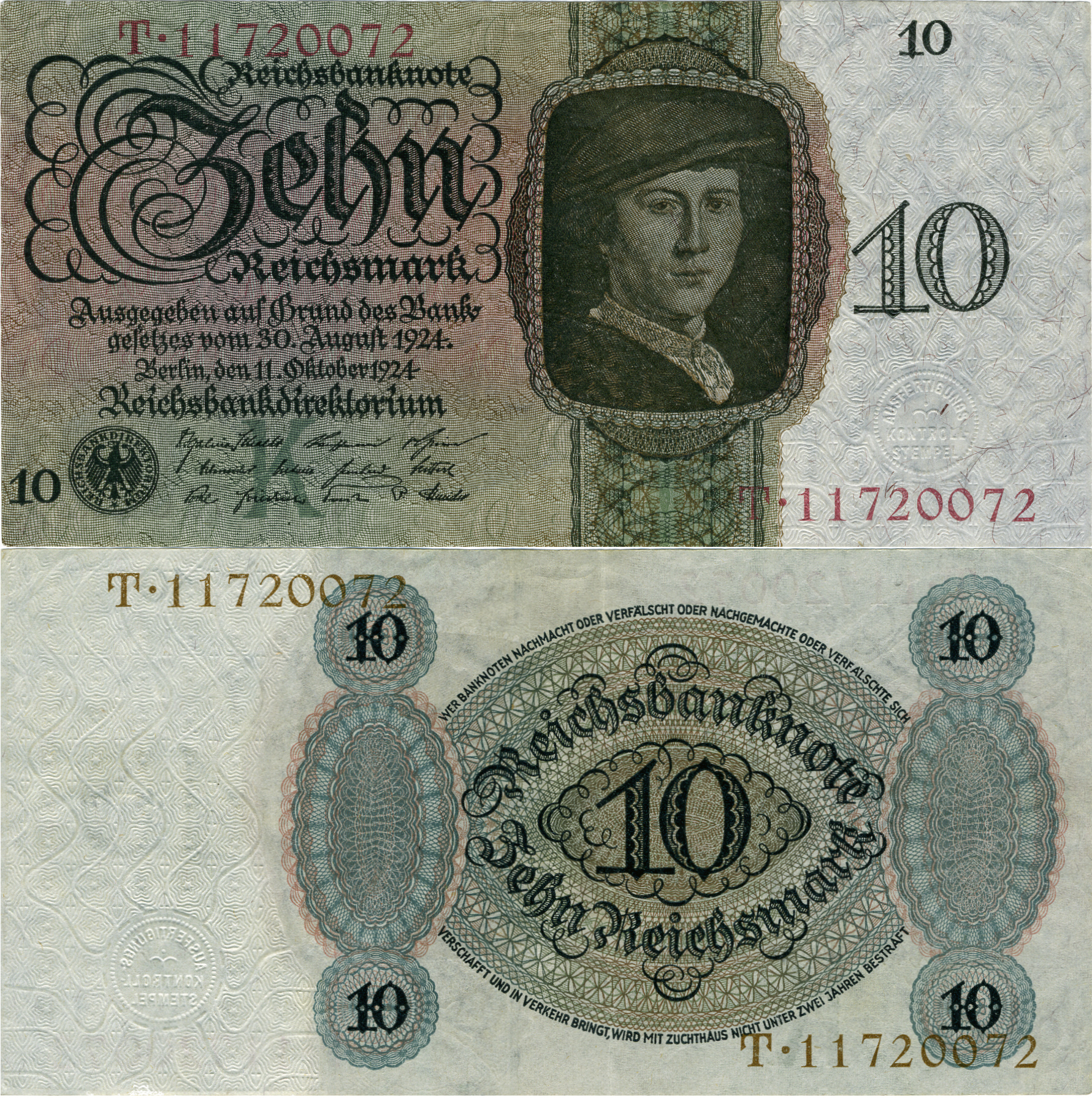
10 RM
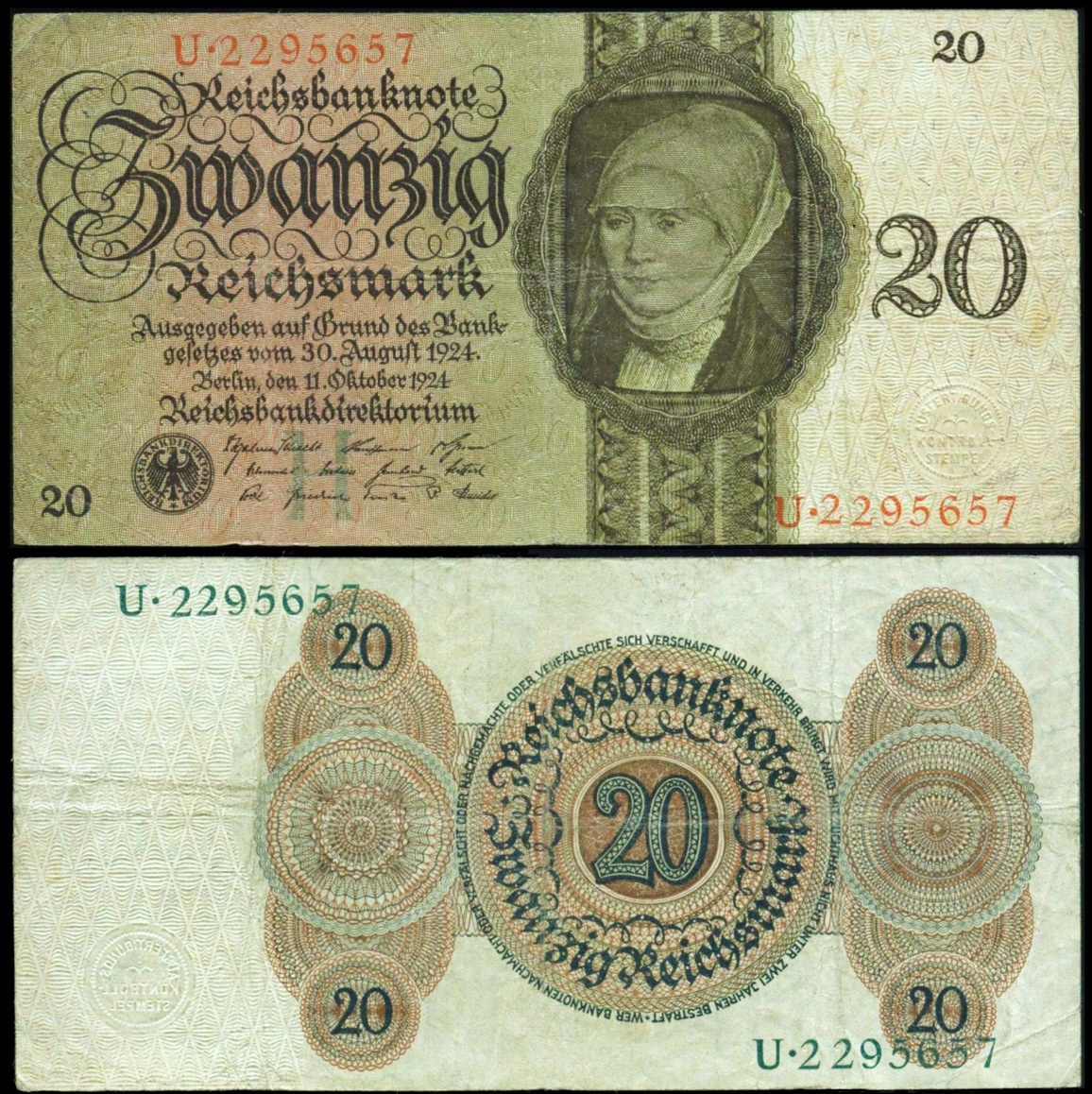
20 RM
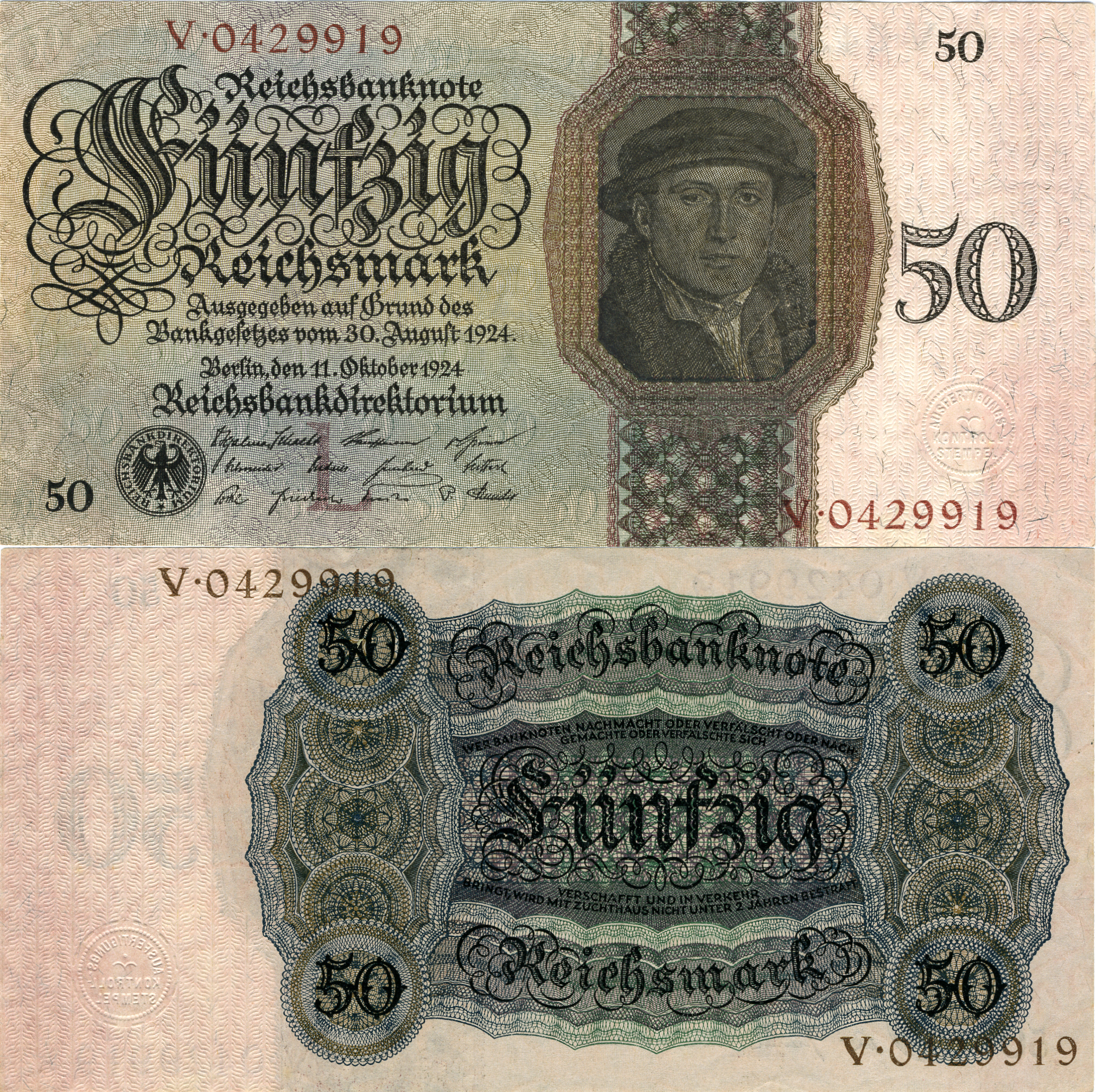
50 RM
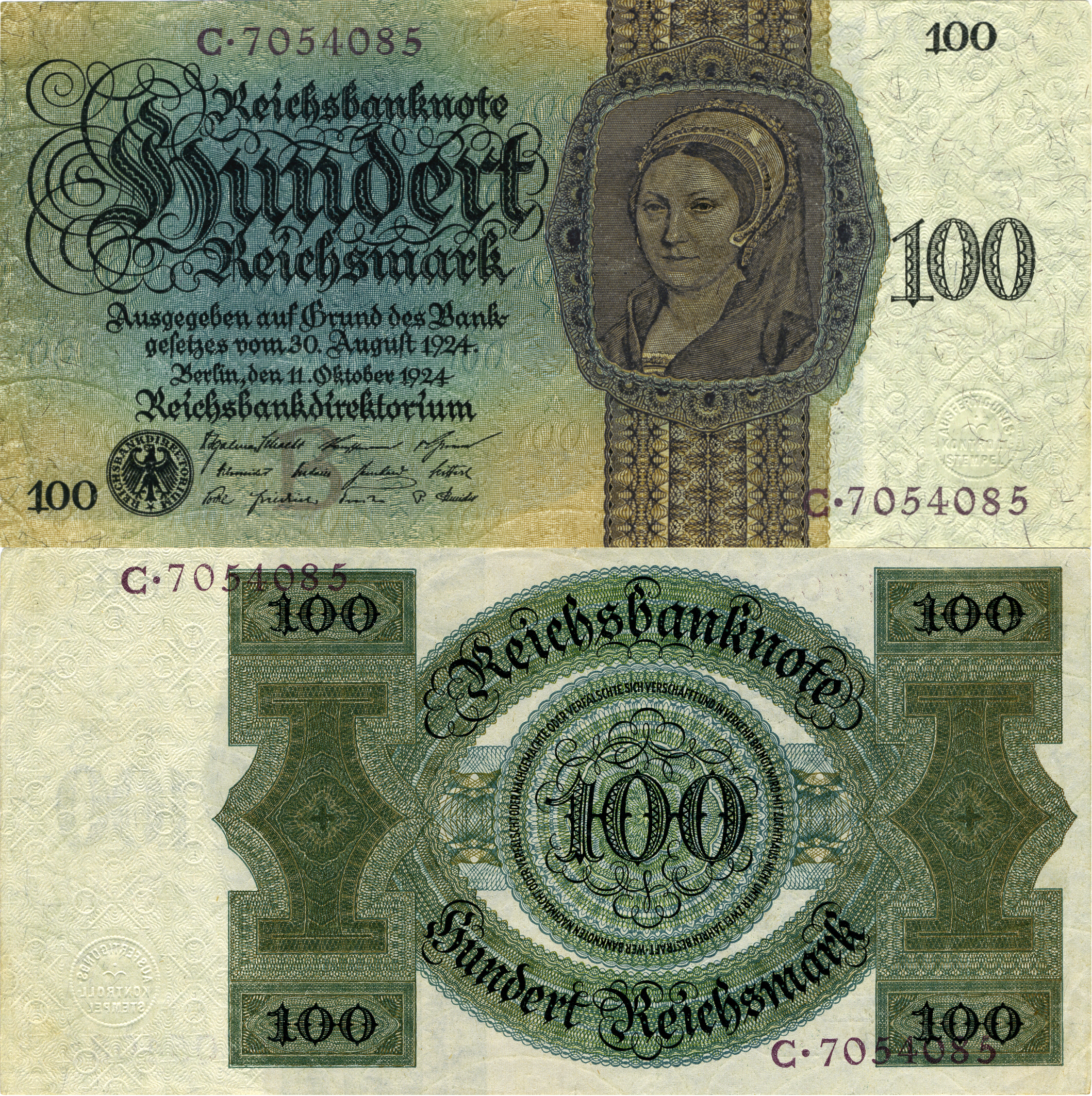
100 RM
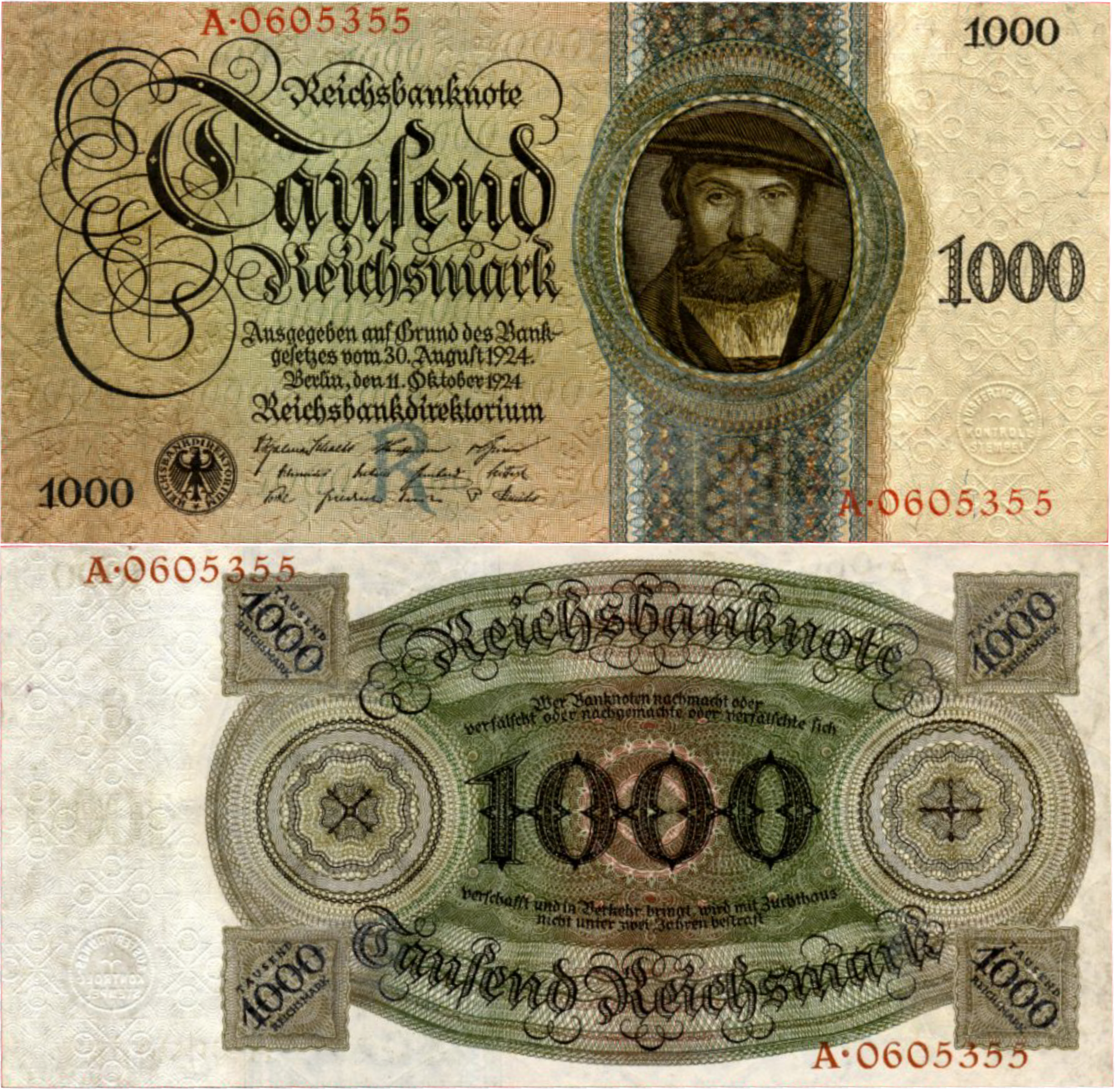
1000 RM

### Série 1929-1936

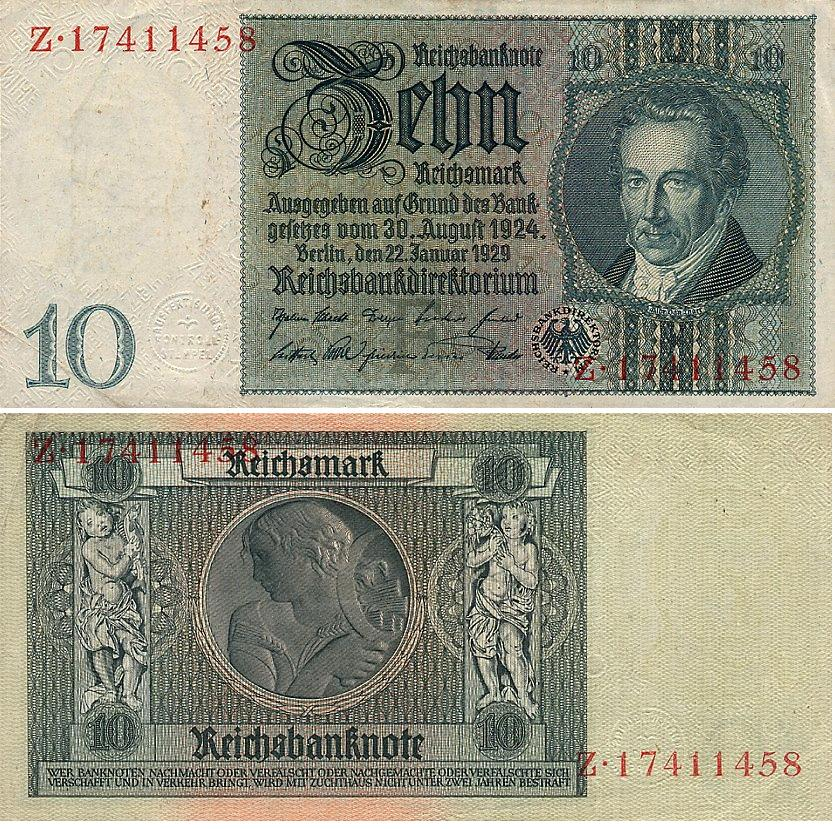
10 RM (Albert Thaer)
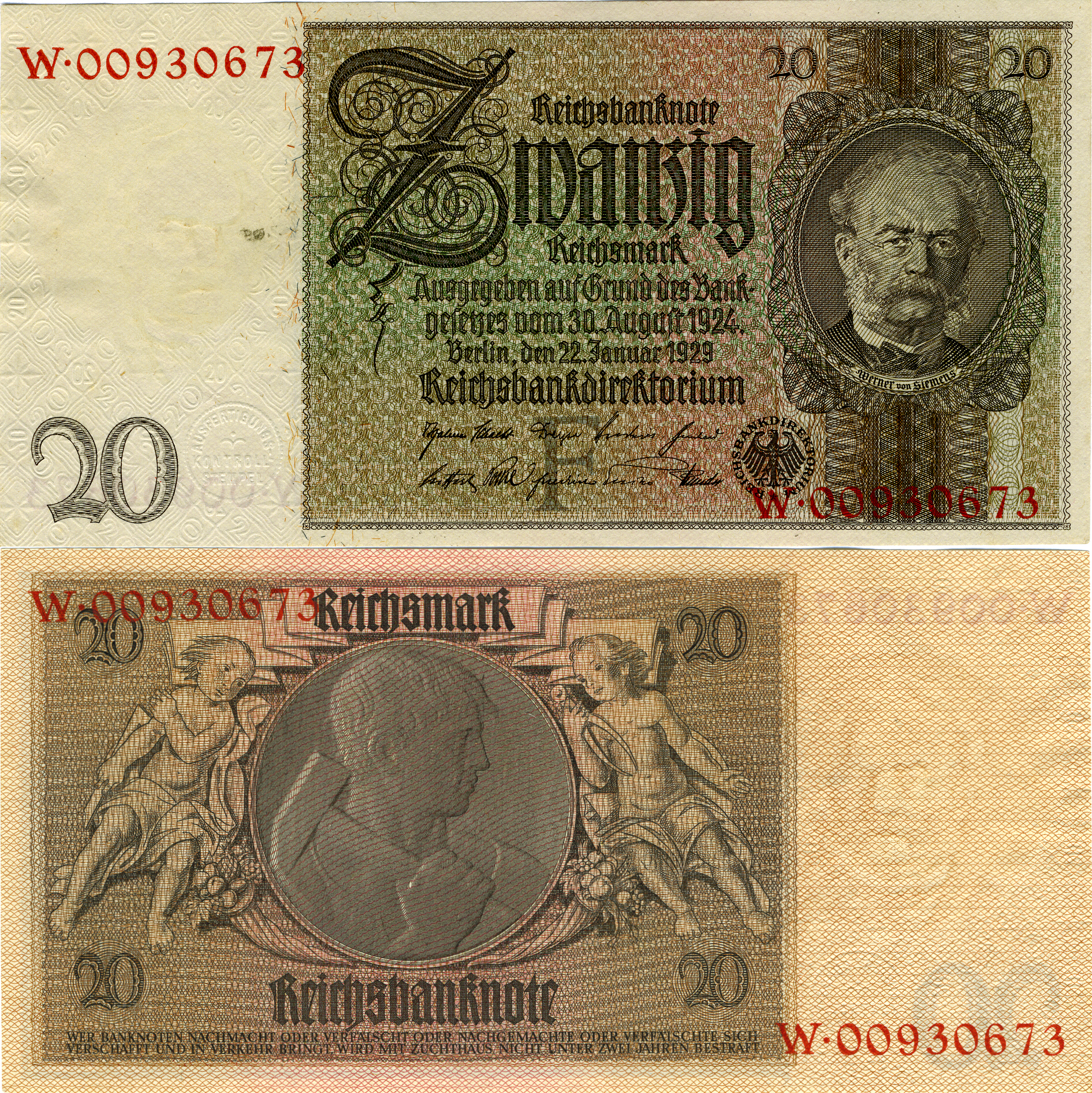
20 RM (Werner von Siemens)
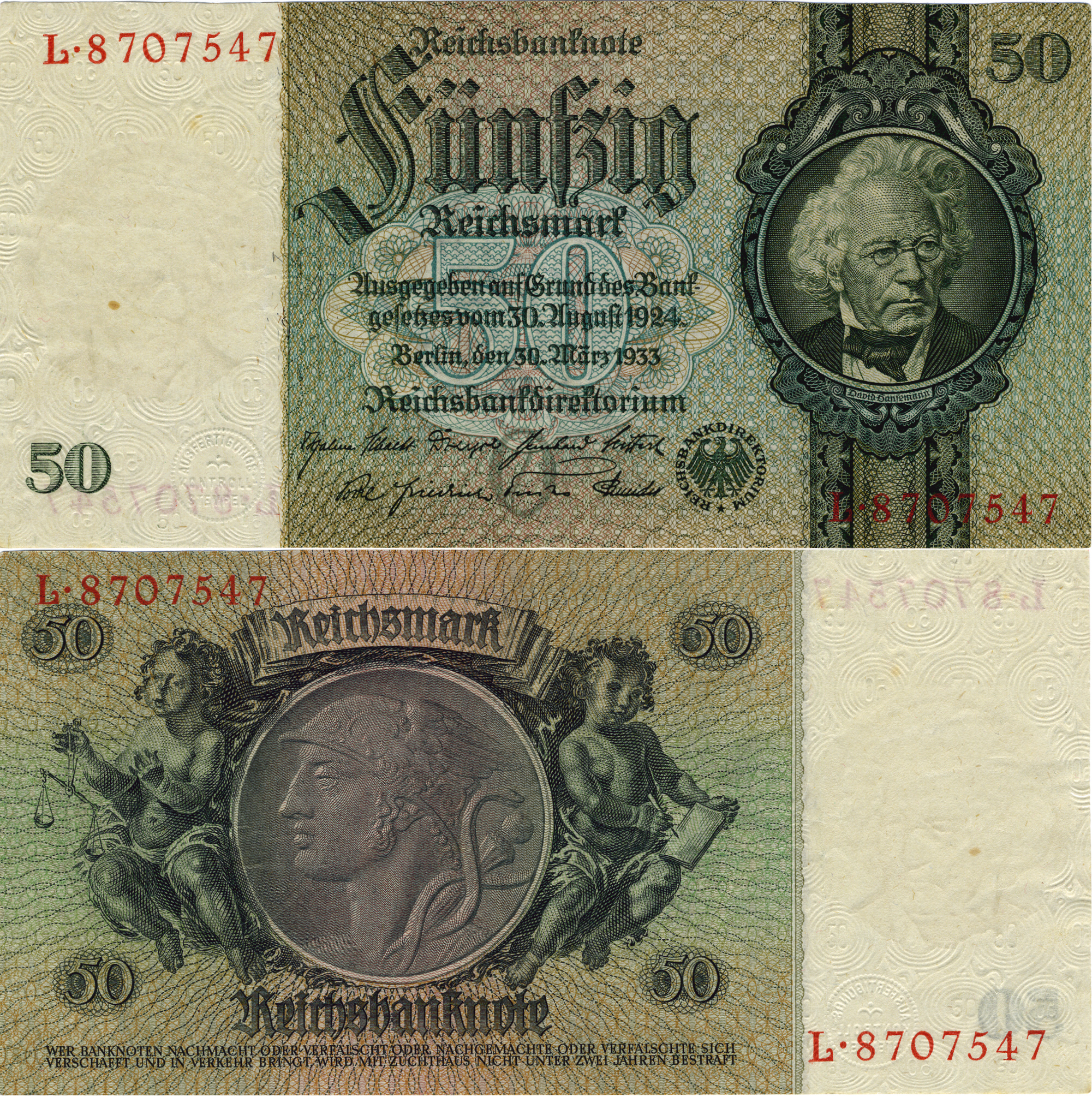
50 RM (David Hansemann)
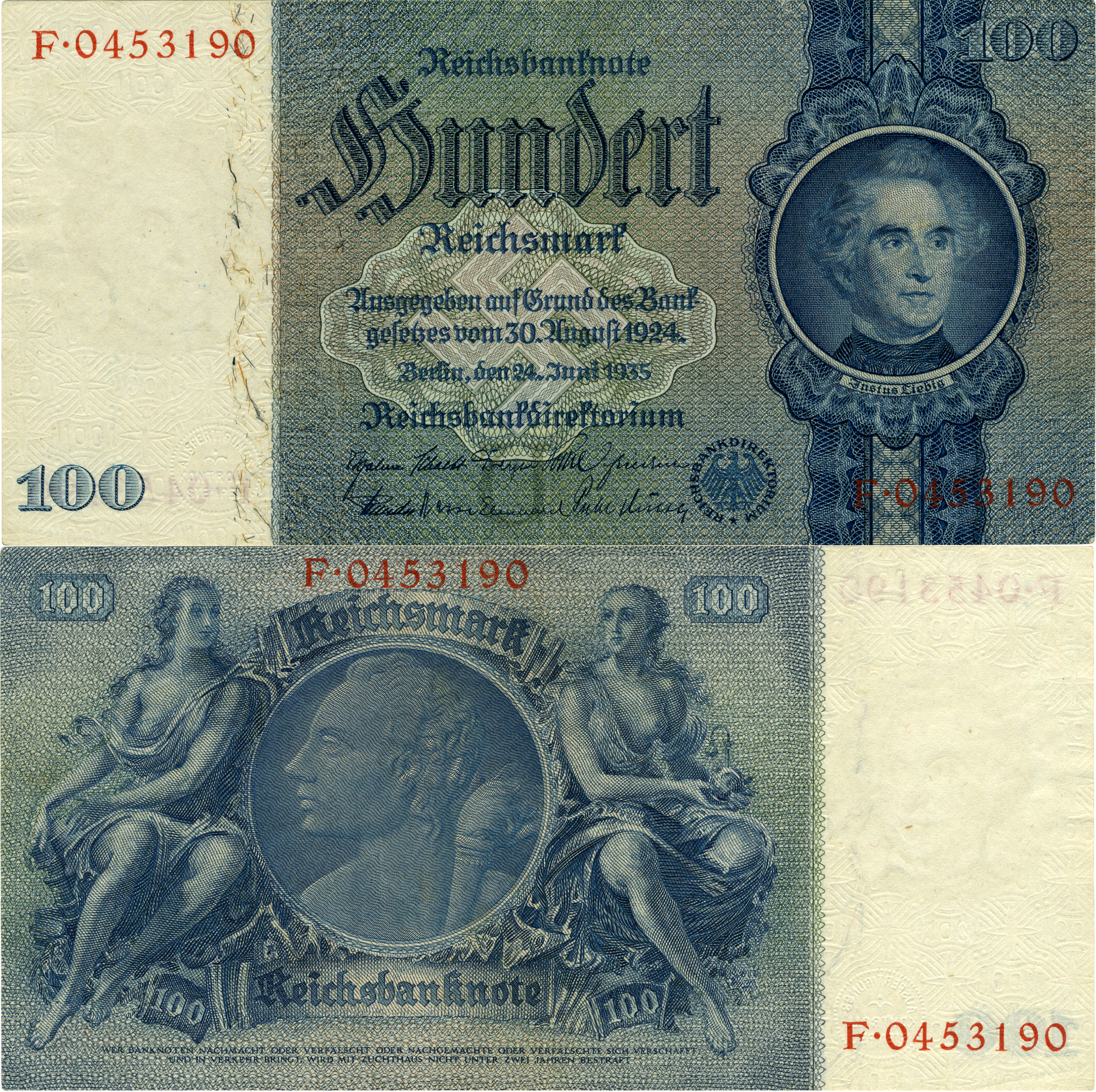
100 RM (Justus von Liebig)
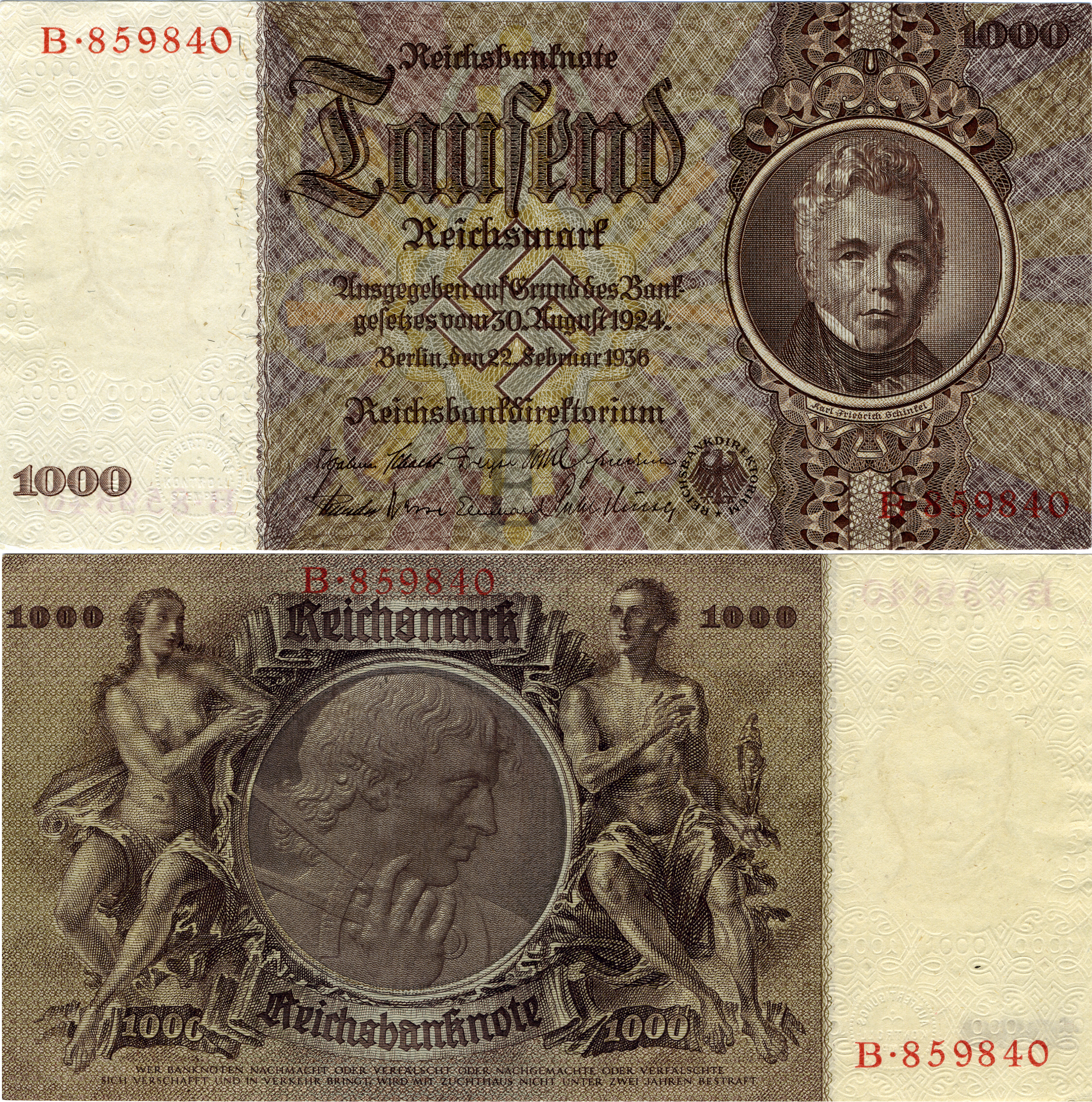
1000 RM (Karl Friedrich Schinkel)

### Série 1938-1945

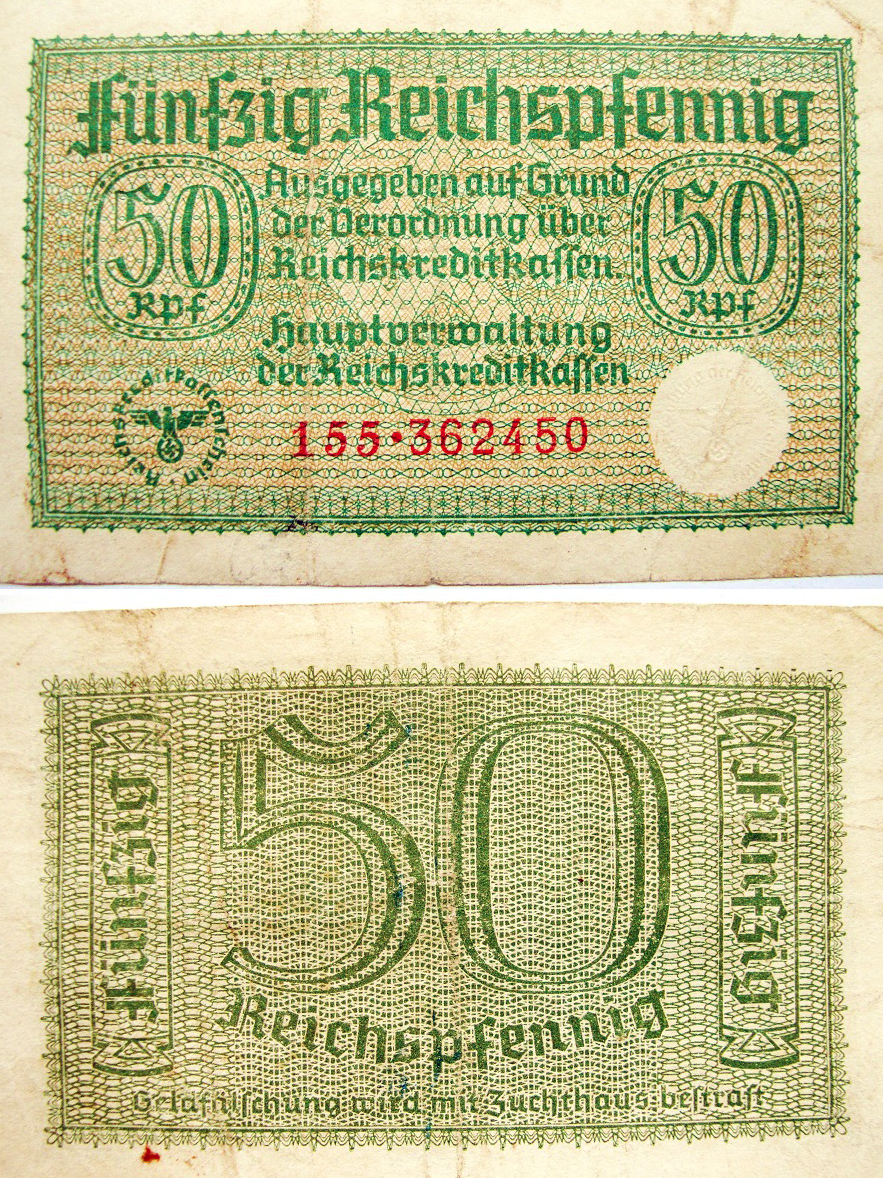
50 Rpf
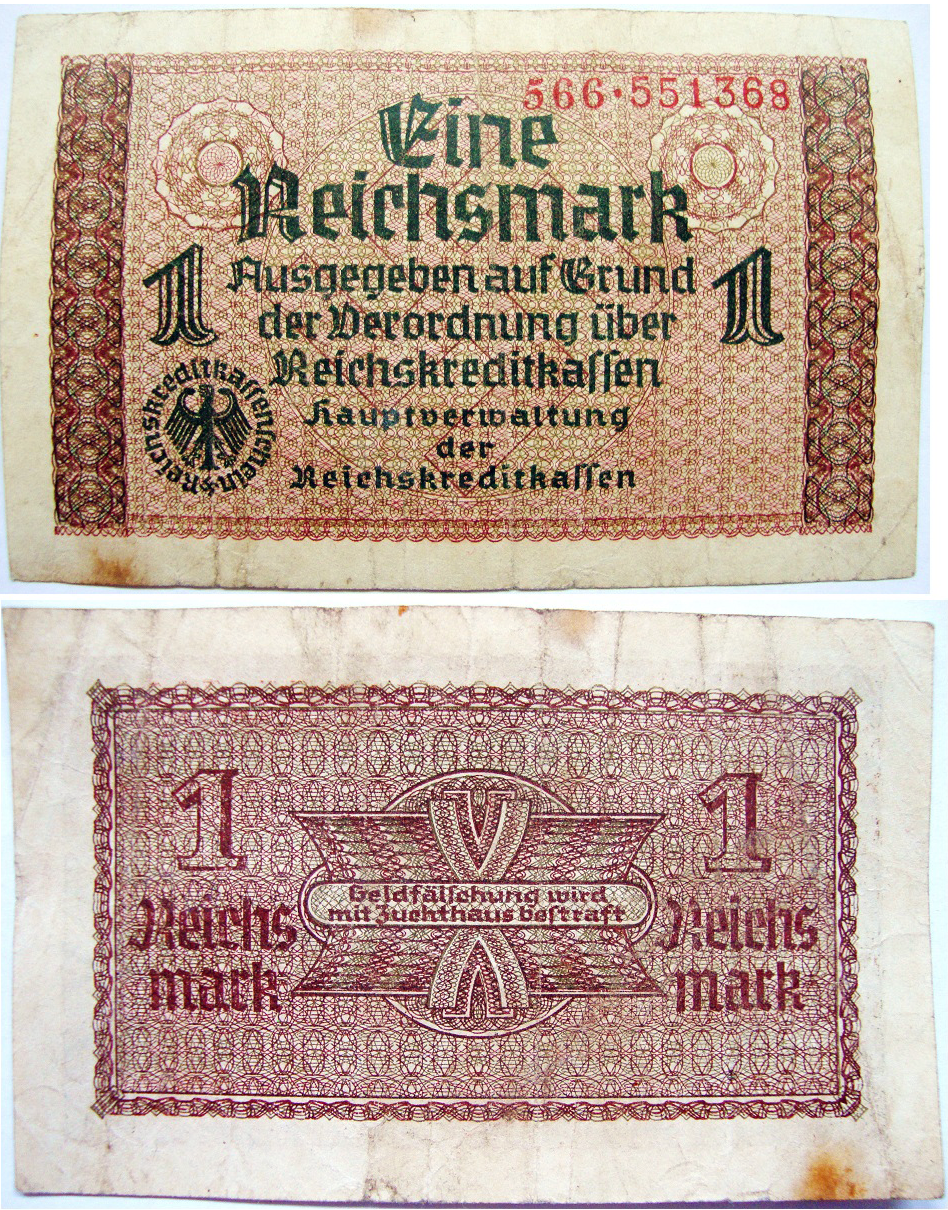
1 RM
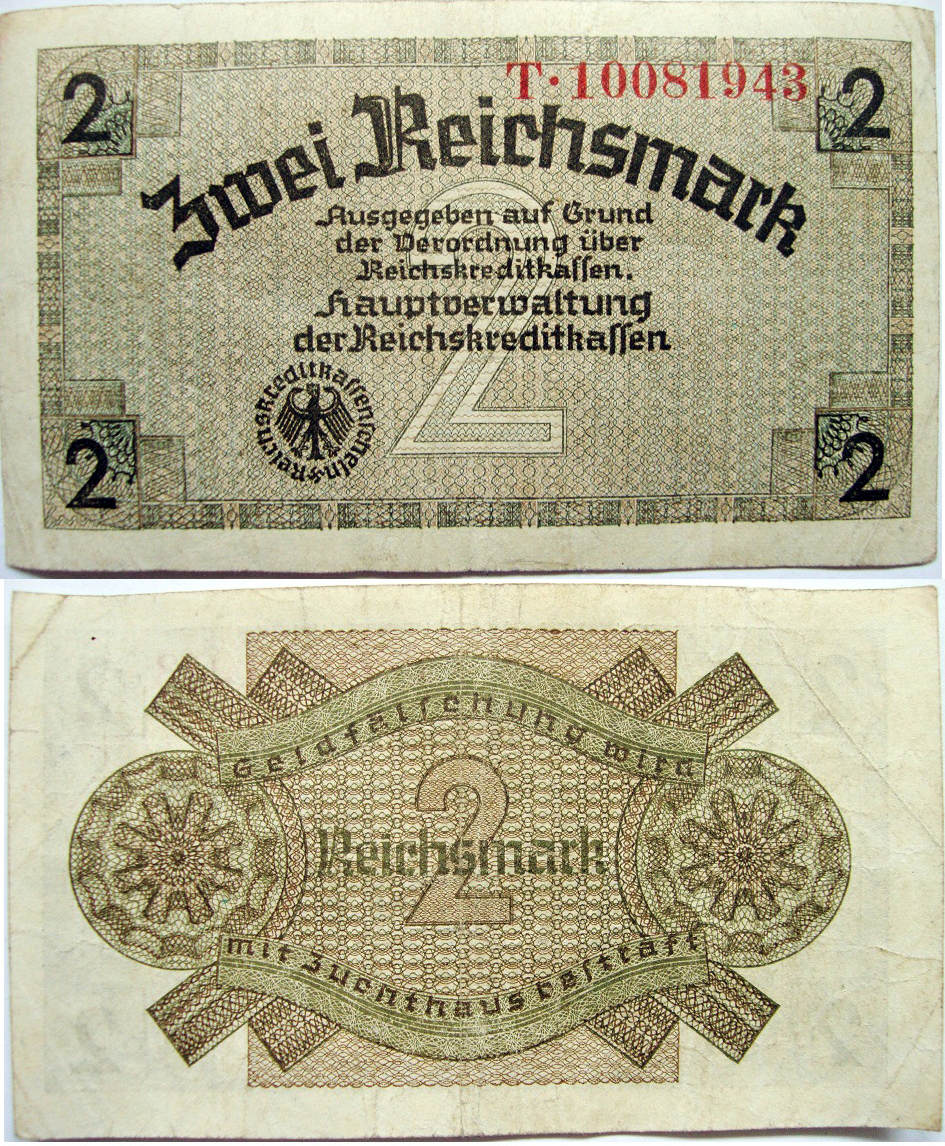
2 RM
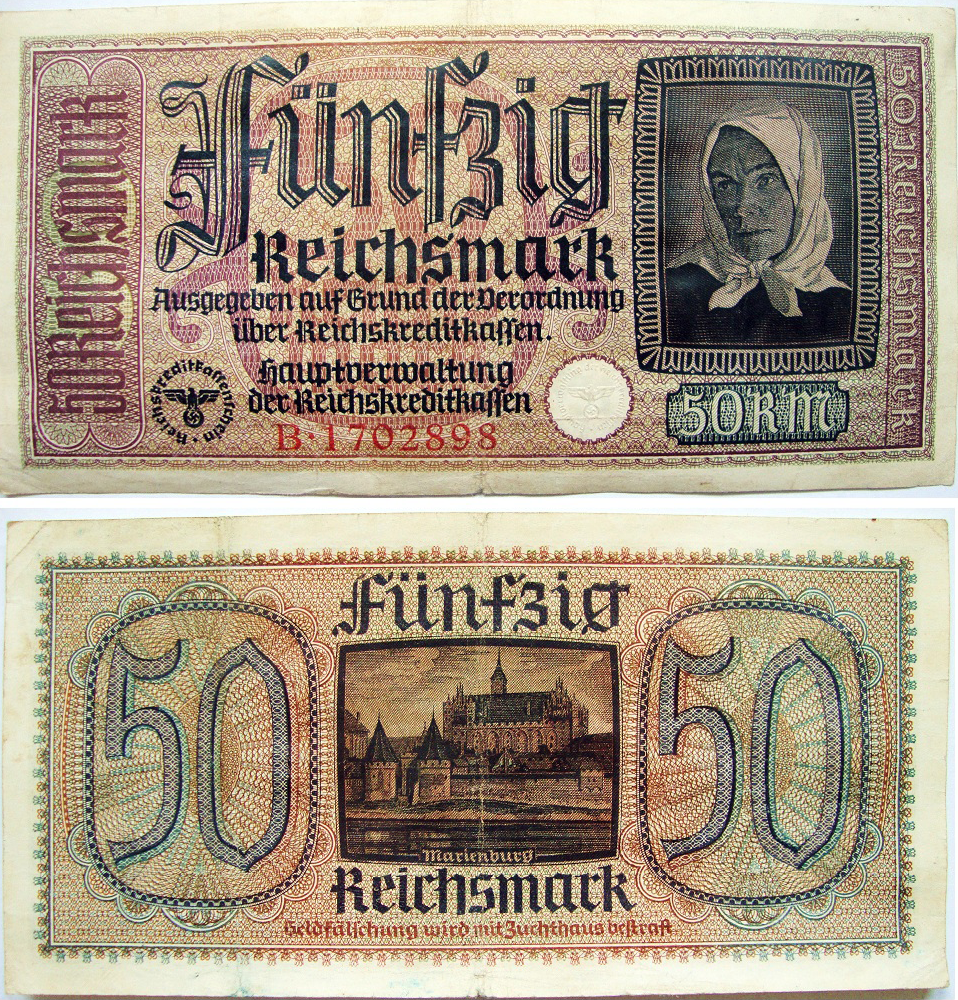
50 RM

## Reichsmark militaire et des camps (1942-1945)

### Reichsmark de la Wehrmarcht
Des impressions spéciales du reichmark furent réalisées pour l’usage exclusif de la Wehrmacht entre 1942 et 1944. Les premières séries était composées de pièces de monnaie pour des valeurs de 1,  5, 10, et 50 pfennings et 1 reichsmark ; mais la valeur du pfennig militaire était de 10 pfennigs civils, donc dix fois plus forte. Les billets de ces séries n’étaient imprimés que d’un seul côté. La seconde série de billets, pour des valeurs de 1, 5, 10 et 50 reichsmarks était imprimée des deux côtés avec une valeur égale à la version civile.

### Reichsmark des camps de concentration et de prisonniers de guerre

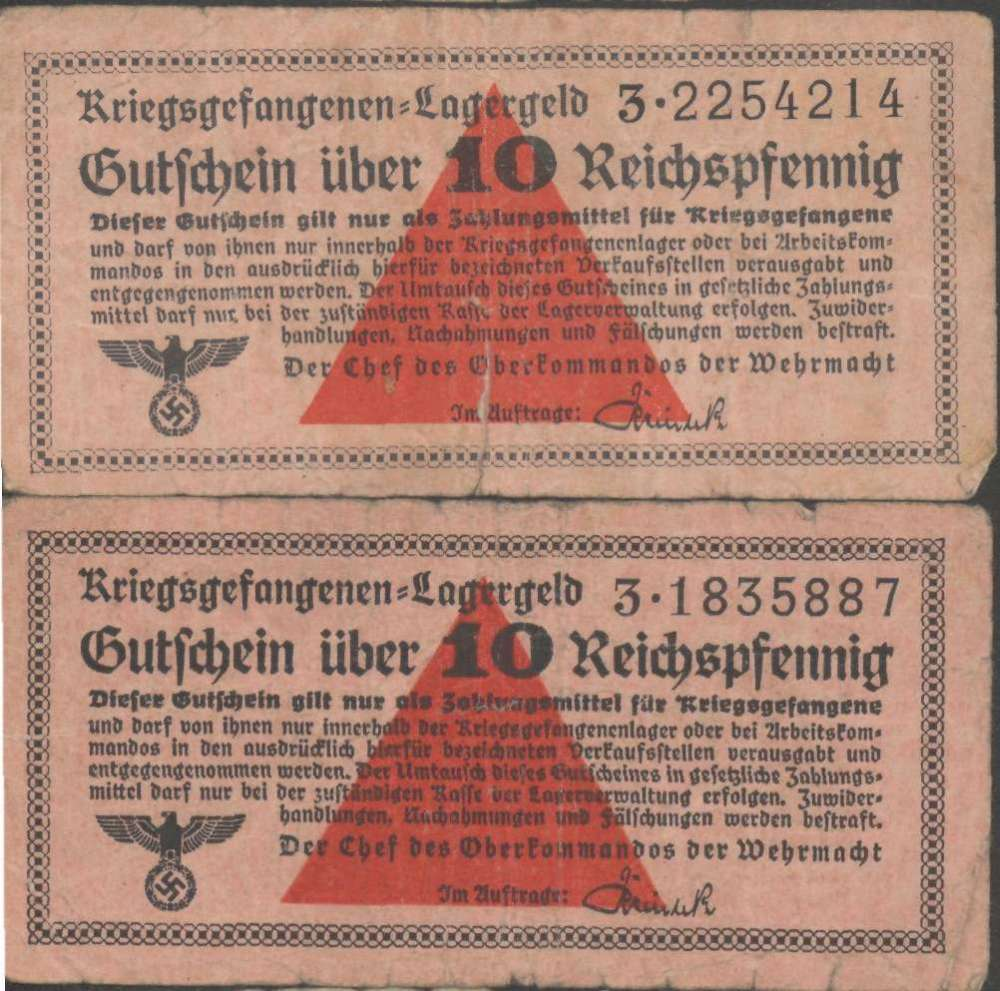
Coupons monétaires destinés au camp de prisonniers de guerre issue du Lagergeld.

Plusieurs impressions spéciales de reichsmark furent utilisées dans les camps de concentration et les camps de prisonniers de guerre mais n’avaient pas de valeurs en dehors de ceux-ci. Entre 1942 et 1943, des jetons furent frappés pour être utilisés dans le ghetto de Łódź.

### Reichsmark militaire allié

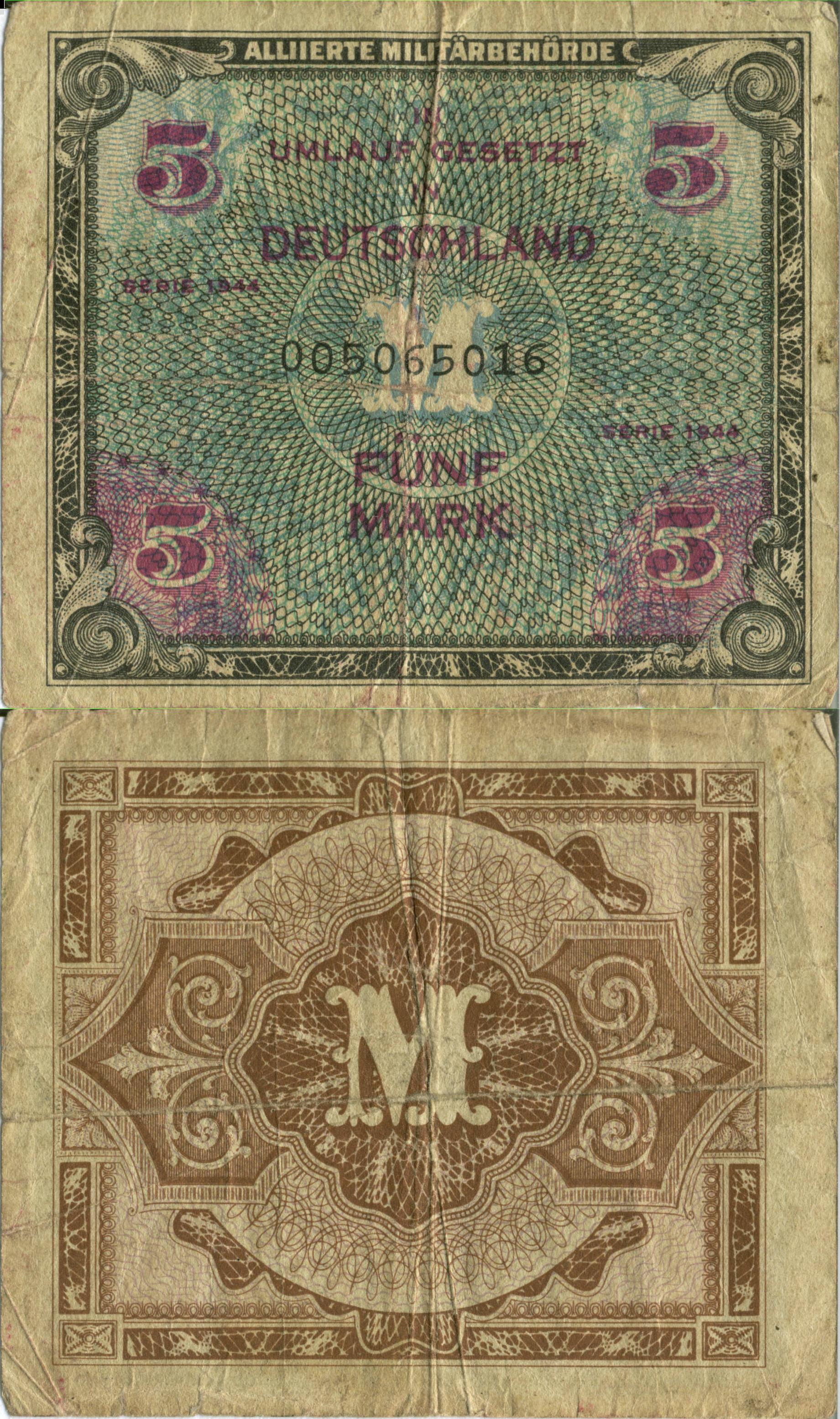
Recto-verso d’un billet de 5 marks (série 1944) de la devise militaire utilisée par les forces d’occupation alliées en Allemagne, imprimé par la Forbes Lithograph Manufacturing Company (Boston).

Plusieurs devises militaires alliées ont été mises en place sur différents territoires libérés ou occupés par les Alliés, dont un reichsmark pour l’Allemagne, cf. Allied Military Currency (en) et AM-Mark (en).

## Reichsmark entre 1945 et 1948
Avec l'Occupation de l'Allemagne après la Seconde Guerre mondiale, à compter de mai 1945, l'Allemagne nazie disparaît mais le reichsmark, ainsi que la mention Deutsches Reich ne sont pas supprimés. Les institutions chargées des émissions monétaires suppriment la croix gammée sur les représentations. Reprenant les mêmes modules, des pièces en zinc sont frappées entre 1945 et 1948 pour des valeurs de 1, 5 et 10 pfennigs. Certains lands fabriquent des billets de nécessité pour des petits montants.
Une hyperinflation provoque l'apparition d'une économie de troc et un marché noir généralisés. Fin 1945, 20 cigarettes permettaient d'obtenir une livre de pain. 
Cette situation malsaine prend fin dans les zones d'occupation grâce au plan Marshall, tenu secret jusqu'à l'annonce de la réforme monétaire du 20 juin 1948 et la création du deutschmark (DM) : lors de la réforme monétaire de 1948, les personnes physiques ont du 21 jusqu'au 26 juin pour changer leur avoirs au taux de 40 DM contre les 40 premiers reichsmarks puis 1 DM contre 40 RM suivants, dans une limite de 4 000 RM. Il lie l'économie des trois zones allemandes de l'Ouest au système économique occidental. En mars 1948, est créée la Bank Deutscher Länder, qui remplace la Reichsbank, dissoute à la suite de la dénazification de l'économie. Forte d'un capital initial de 100 millions de DM, c'est cette institution qui prend en charge l'émission de la nouvelle monnaie.
Refusant le plan Marshall, la zone soviétique suit le même chemin avec la création du Ostmark (ou « Mark de l'Est »). L'Ostmark devient la monnaie de la République démocratique allemande fondée 7 octobre 1949.